# FileZilla Server
FileZilla Server est un serveur FTP. Il est écrit en C++ et est distribué sous la licence publique générale GNU.

## Fonctionnalités
FileZilla Server supporte les protocoles FTP et FTPS. Cela inclut donc :
- Téléchargement et téléversement de fichiers avec limitation possible du débit de chaque compte ;
- Compression de données ;
- Chiffrement par SSL/TLS (pour FTPS) ;
- Journalisation de l'activité (pour le débogage et le monitoring en temps réel) ;
- Limitation de l'accès au réseau LAN, ou réseau externe ;
- Support des systèmes de fichiers virtuels.

De plus, il est possible de créer une multitude de comptes, avec un répertoire par défaut pour chacun, et des droits personnalisés dessus (mais impossible de le créer automatiquement avec le compte).